# 2010 en Libye
Chronologie de la Libye
- 2006
- 2007
- 2008
- 2009
- 2010
- 2011
- 2012
- 2013
- 2014

Cet article présente les faits marquants de l'année 2010 en Libye.

## Évènements

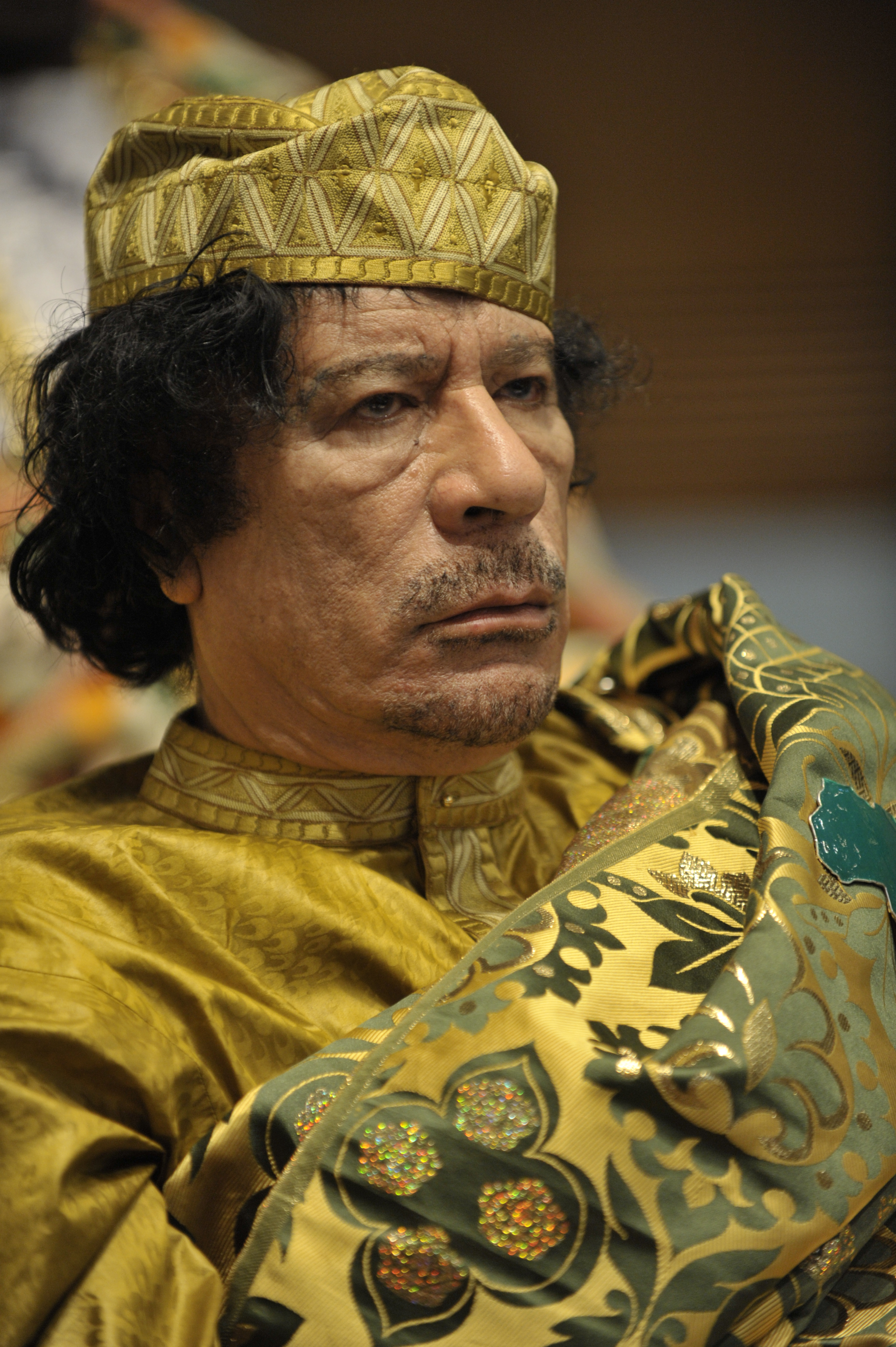
Mouammar Kadafi (février 2009)

### Février
- Jeudi  11 février 2010 :
  - La cour d'appel de Tripoli condamne à quatre mois de prison, Max Göldi, un des deux Suisses retenus en Libye qui étaient accusés de « séjour illégal ». Max Göldi, chef de la filiale en Libye du groupe d'ingénierie hevético-suédois ABB et Rachid Hamdami, responsable d'une PME suisse, ont été condamnés par contumace le 30 novembre 2009 à 16 mois de prison dans cette affaire.
  - Le numéro un libyen, Mouammar Kadhafi, appelle les musulmans à mener le djihad (la guerre sainte) contre la Suisse, qualifiée de « mécréante et apostate », et au boycott de son économie en réponse à l'interdiction de la construction de nouveaux minarets dans la Confédération suisse, approuvée fin novembre par référendum. Cet appel est en fait lié à la crise diplomatique entre la Suisse et la Libye alors en cours.

- Vendredi 19 février 2010 : la Libye donne jusqu'à lundi à l'ambassade de Suisse à Tripoli pour lui livrer un homme d'affaires suisse Max Göldi, condamné pour séjour illégal en Libye réfugié à l'ambassade, une affaire qui a aggravé les relations déjà tendues entre les deux pays : Aucune ambassade ne doit devenir un moyen d'échapper à la justice […] J'espère que cela ne nous poussera pas à adopter d'autres mesures. Une cour d'appel a réduit la condamnation de l'homme d'affaires suisse de 16 à quatre mois de prison pour violation des droits de résidence. Lui-même et un autre homme d'affaires suisse, Rachid Hamdani, avaient été autorisés à rester à l'ambassade le temps de leur procès. Rachid Hamdani a été acquitté[1].

- Lundi 22 février 2010 : Max Göldi, l'un des deux hommes d'affaires suisses retenus à Tripoli depuis 19 mois, et réfugié dans l'ambassade de Suisse, s'est rendu aux autorités libyennes et a été conduit à la prison d'Aïn Zara, tandis que le second Suisse, Rachid Hamdani, blanchi en appel, réglait les formalités nécessaires à son départ de Libye. Tripoli avait donné à l'ambassade jusqu'à midi pour remettre à la justice Max Göldi. La représentation helvétique était encerclée lundi de dizaines de policiers et de véhicules des forces de l'ordre[2].

- Mardi 23 février 2010 : le ministère algérien des Affaires étrangères apporte son soutien à la Jamahiriya arabe libyenne en crise avec la Suisse sur la liberté de circulation des personnes. L'Algérie réaffirme « sans ambages sa solidarité » avec la Libye et « appelle à un règlement de ce différend fondé sur le respect des règles du droit international et des us et coutumes des relations entre États également souverains ».

### Mars
- Mercredi 3 mars 2010 : le premier ministre « a décidé d'imposer un embargo total sur tous les échanges économiques et commerciaux avec la Suisse » dans la foulée de la crise diplomatique entre les deux pays, et d'« adopter d'autres alternatives en ce qui concerne les médicaments et les équipements médicaux et industriels » suisses importés. Cet embargo a été décidé « en réponse à l'appel » du numéro un libyen, Mouammar Kadhafi, ainsi qu'à « la politique de la Suisse hostile à l'Islam et à ses actions téméraires »[3].

- Mardi 23 mars 2010 : le président de la Fondation Kadhafi pour le développement (FKD), Saïf al-Islam Kadhafi, annonce la libération de 214 islamistes détenus en Libye, dont trois dirigeants du Groupe islamique des combattants libyens (Gicl) qui s'était rallié à Al-Qaïda, qualifiant cette mesure « d'évènement historique ». Parmi les personnes libérées, les trois dirigeants, Abdelhakim Belhaj, l'émir du groupe, Khaled Chrif, le chef militaire, et Sami Saadi, l'idéologue. « Depuis le début de ce programme, 705 islamistes ont été libérés mais 409 sont toujours en prison », précisant qu'à travers cette libération, il s'agit d'envoyer des messages à la jeunesse libyenne pour leur dire qu'il n'est plus admissible que des jeunes s'adonnent au nom de l'Islam à des actes subversifs[4].

### Août
- Jeudi 5 août 2010 : la Libye réclame plus d'un milliard de dollars à la Corée du Sud, sous forme d'un chantier gratuit, pour mettre un terme à la crise diplomatique née d'une affaire d'espionnage dont Séoul est accusé par Tripoli. Depuis 1978, près de 300 projets de constructions ont été réalisés par la Corée du Sud pour un montant total de 35 milliards de dollars[5].

- Lundi 9 août 2010 : un israélo-tunisien, Rafael Hadad, détenu depuis mars en Libye pour espionnage après avoir pris des photos d'anciens biens juifs pour le compte d'une Société d'histoire judaïque, a été libéré et a pu prendre l'avion pour Vienne en Autriche avant son retour à Tel-Aviv. Pour sa libération, les autorités israéliennes ont accepté de transférer 20 maisons préfabriquées données par la Libye, destinées à la bande de Gaza et entreposées dans le port égyptien d'El Arish[6].

- Mardi 31 août 2010 : le directeur exécutif de la Fondation Kadhafi, Youssef Sawan, annonce la prochaine libération de 37 islamistes, membres du Groupe islamique des combattants libyens. 150 autres islamistes pourraient être aussi libérés.

### Septembre
- Lundi 20 septembre 2010 : le principal suspect de l'attentat de Lockerbie, en 1988, Abdelbaset al-Megrahi, libéré en août 2009 d'une prison écossaise en raison d'un cancer en phase terminale, peut se lever de son lit mais serait très malade, selon le père d'une victime qui l'a rencontré en Libye[7].

### Octobre
- Vendredi 22 octobre 2010 : le ministre français de l'Industrie, Christian Estrosi est à Tripoli pour signer un document prévoyant l'instauration d'un partenariat stratégique entre les deux pays, notamment dans les domaines économique, énergétique et nucléaire. Les deux pays avaient conclu en juillet 2007 un accord de coopération dans le nucléaire civil. Mais depuis, la Libye a signé d'autres accord avec l'Ukraine, la Russie et le Canada.

### Novembre
- Lundi 8 novembre 2010 : 20 journalistes, parmi lesquels trois Tunisiens et deux Égyptiennes, de la société de médias Al-Ghad appartenant à Saïf al-Islam, fils du colonel Mouammar Kadhafi, ont été arrêtés sur fond de tensions entre réformateurs et conservateurs. Ces arrestations seraient motivées par un éditorial publié par le journal hebdomadaire Oéa, appelant au retour au gouvernement d'anciens « compagnons » du colonel Kadhafi, membres du conseil de la révolution libyenne de 1969 qui a porté le numéro un libyen au pouvoir[8].

- Jeudi 11 novembre 2010 : un bateau faisant partie d'un convoi humanitaire, intitulé « Route pour l'espoir » pour la bande de Gaza, est retenu au large du port de Derna à la suite d'un incident entre les autorités libyennes et le propriétaire grec du navire. Sept humanitaires britanniques sont retenus « sur le bateau contre leur volonté, sans papier, sans passeport ».

### Décembre
- Mercredi 1er décembre 2010 : le chef de protocole du colonel Mouammar Kadhafi, Nouri El-Mismari, a été interpellé et écroué en France sur demande des autorités libyennes qui le soupçonnent de détournement de fonds.